# Okänd, kvinna 2009–349701
Okänd, kvinna 2009–349701 är ett konstprojekt och en film av den dåvarande Konstfackseleven Anna Odell.

## Projektet
Filmen Okänd, kvinna 2009–349701, med arbetsnamnet Att rekonstruera en psykos, var Odells elevarbete för kandidatexamen på Konstfack. Konstfilmen ingick i Konstfacks vårutställning 2009 och visades samma år på Kalmar Konstmuseum. Konstverket syftade till att rekonstruera Anna Odells eget insjuknande 1995, inte för att bearbeta tidigare upplevelser, utan för att synliggöra maktstrukturer inom vården, samhällets syn på psykisk sjukdom och den offerroll som den sjuke, enligt henne, pådyvlas.
Inspelningen ledde till kontroverser. Den 21 januari 2009 iscensatte Anna Odell på Liljeholmsbron i Stockholm en episod, som var central i filmen, där hon spelade en psykotisk och självmordsbenägen kvinna. Efter att hon uppmärksammats av förbipasserande hämtades hon av polis och togs in på den psykiatriska akutmottagningen på S:t Görans sjukhus, där hon lades i bälte. Dagen efter avslöjade hon att hon var frisk och att det rörde sig om ett elevarbete på Konstfack. Episoden fick stor uppmärksamhet och Anna Odell uttalade att konstverket därigenom hade "synliggjort olika maktstrukturer inom juridiken och journalistiken också".
Anna Odells agerande i filminspelningen kritiserades av David Eberhard, dåvarande chef för Sankt Görans psykiatriska akutmottagning. Hon har därutöver kritiserats för att ta samhällets resurser i anspråk för ett personligt projekt. Odell åtalades för våldsamt motstånd, falskt larm och oredligt förfarande och dömdes i augusti 2009 av Stockholms tingsrätt för oredligt förfarande till 50 dagsböter, vilket sattes lågt med hänvisning till att hon inte haft brottsligt uppsåt. Domen överklagades inte.

## Utställningen
Från den 17 oktober 2015 till den 17 januari 2016 visades utställningen Okänd, kvinna 2009–349701 på Kulturhuset Stadsteatern i Stockholm. I samband med detta utgavs en utställningskatalog. Katalogen, med förord av Marianne Lindberg De Geer, innehåller Odells inläggningsjournal, en intervju med henne samt artiklar av läkaren och författaren Eva Ström, professor Magnus Bärtås, juristen Katarina Renman Claesson, professor Karin Johannisson, konstkritikern Dan Jönsson och konstnären Lars Vilks.